# Хрещатик (хор)

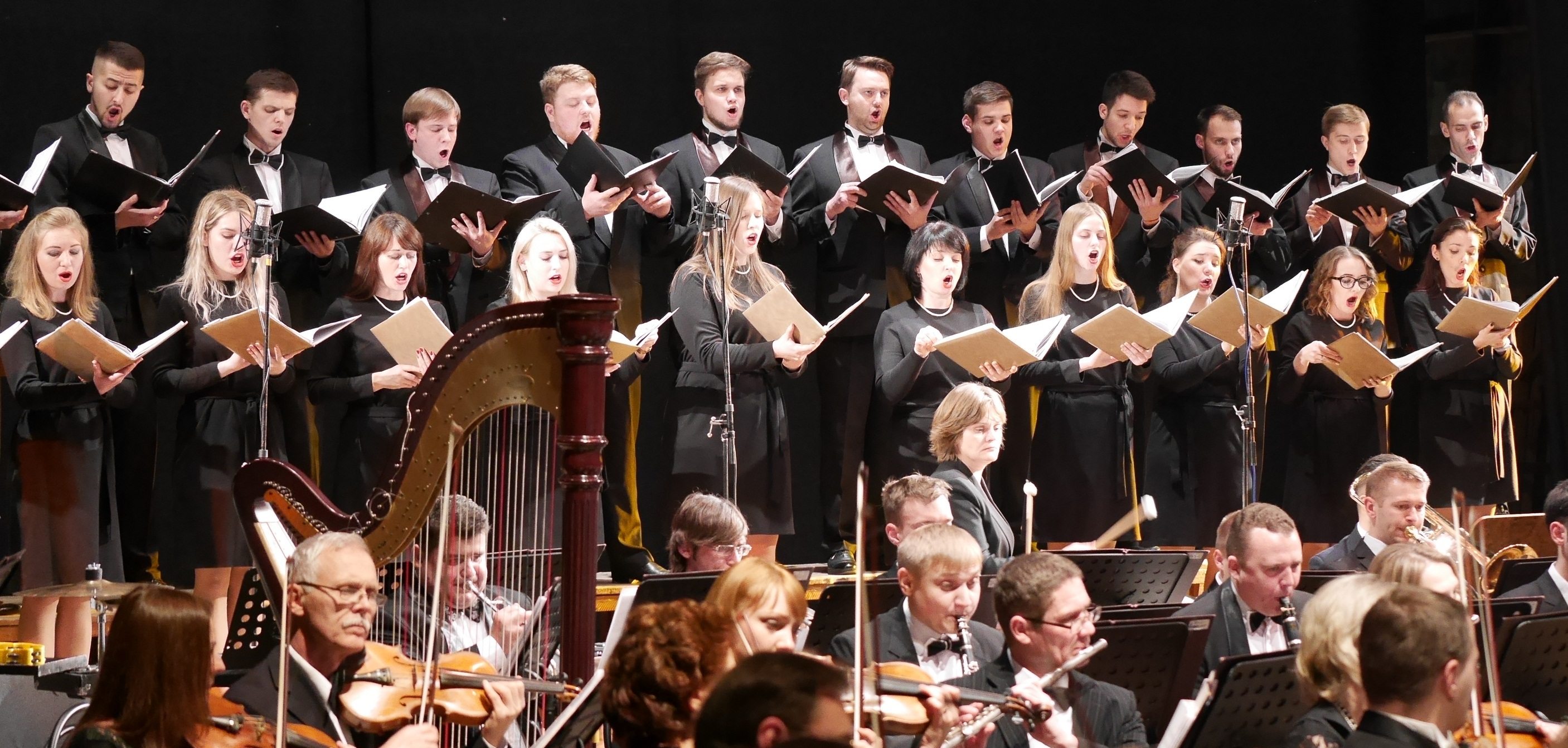
Фото з концерту Академічного камерного хору "Хрещатик"

Академічний камерний хор «Хреща́тик» — музичний колектив, що базується в Києві. Свою назву отримав на ім'я центральної вулиці Києва.

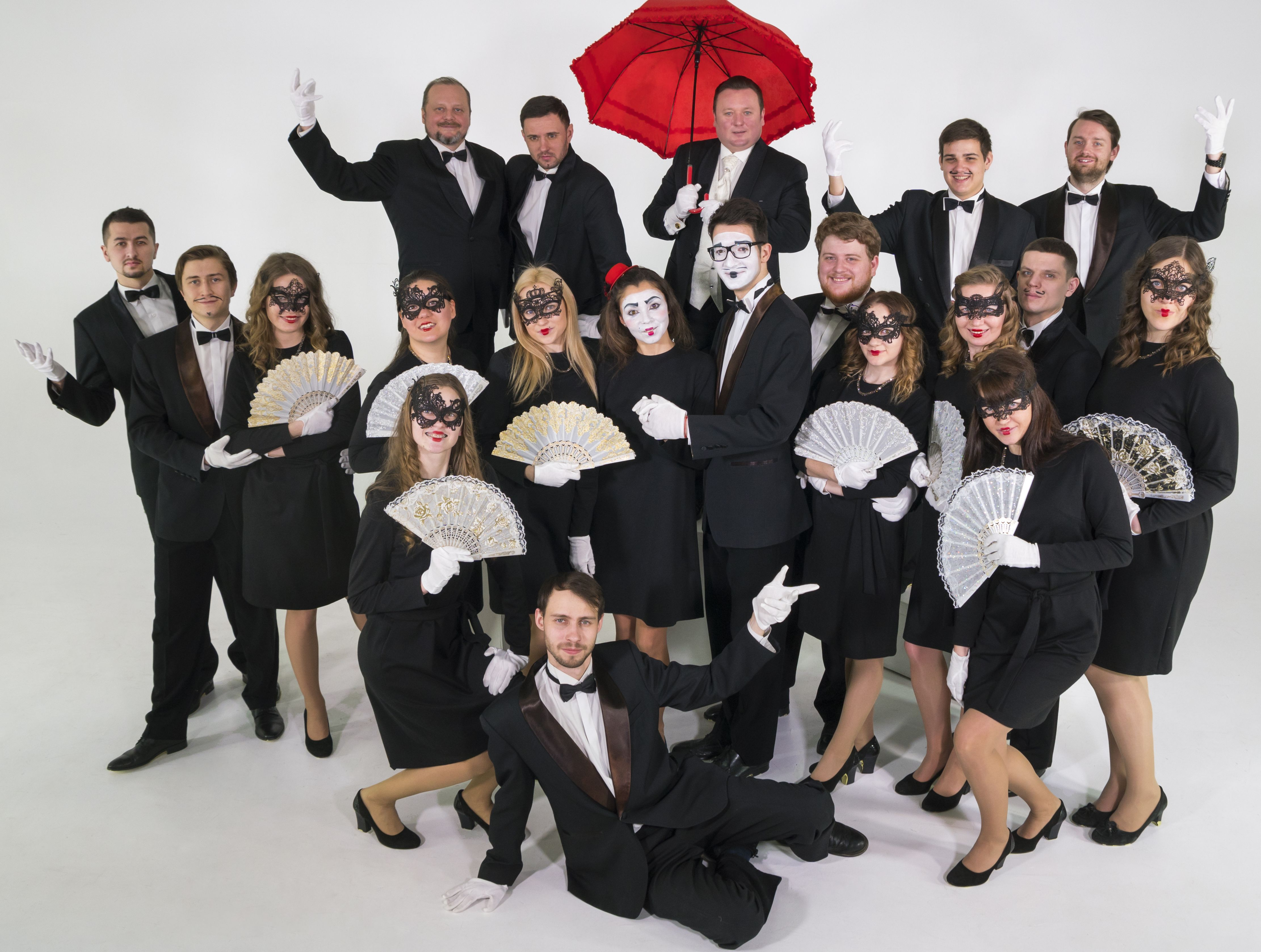
"Choir Smiles"-концертна програма Академічного камерного хору "Хрещатик"

## Історія
Створено в березні 1994 Ларисою Бухонською, яка очолювала хор до 2007 року. До 1999 року колектив існував як аматорський, проте завдяки успішному дебюту з програмою української духовної музики на фестивалі «Україна і світ бароко» (1994) і успіху на міжнародних конкурсах, колектив швидко здобув визнання в професійних колах. Велику роль колектив відіграв у популяризації духовної музики сучасних українських композиторів, зокрема у виконанні хору «Хрещатик» вперше прозвучали духовні твори Лесі Дичко, Євгена Станковича,Мирослава Скорика, Ганни Гаврилець та інших композиторів.
1999 року хор отримав статус «муніципального», Лариса Бухонська обійняла посади директора і художнього керівника. В 2001 році наказом Міністерства культури віднесений до «Провідних творчих колективів України». У березні 2007 року колектив був нагороджений Премією ім. М. Лисенка, а його художньому керівникові, Ларисі Бухонській, було присвоєне звання «Заслуженого діяча мистецтв України».
З 2007 року хор очолив  — Павло Струць, випускник  Національної музичної академії України ім. П. І. Чайковського.
У грудні 2009 року колективу було надано статус «Академічного» , художньому керівникові, Павлу Струцю, було присвоєне звання "Заслуженого артиста України.
З січня 2011 року  офіційна назва закладу - Комунально-концертний заклад культури -  «Академічний камерний хор «Хрещатик».

## Творча діяльність
Академічний камерний хор “Хрещатик” – яскравий, самобутній, професійний колектив світового рівня, який працює в різних стильових напрямках та створює нові тенденції у світі хорової музики.
Хор “Хрещатик” гастролює найкращими концертними залами Європи, є лауреатом багатьох міжнародних конкурсів, учасником фестивалів, дає концерти на теренах України та залучає слухачів до зацікавленості у хоровому мистецтві.
Всі співаки винятково мобільні у підготовці музичного матеріалу, це дає змогу надзвичайно швидко реалізовувати нові концертні програми. З часів свого першого виступу – 9 квітня 1994 року, хор “Хрещатик” виконав (станом на 31 грудня 2020 року) – 5316 нових творів, у тому числі 1576 світових прем’єр.
З 1996 по 2004 рік хор виконав близько 500 творів (більше 200 прем'єр), серед них хорова опера «Золотослов» Лесі Дичко, партесні твори С. Пекалицького, вперше в Україні виконана «Німецька обідня» Д. Бортнянського та «Чичестерськи псалми» Л. Бернстайна. 2006 року хор здійснив першу театралізовану постановку — «Пісні народів світу» О. Кошиця.
Творче кредо хору “Хрещатик” – виконання творів сучасних композиторів, в першу чергу – українських. Хор є постійним учасником найпрестижніших фестивалів України: «Музичні прем’єри сезону» і «Київ Музик Фест». Саме в рамках цих фестивалів, у виконанні хору “Хрещатик”, звучать прем’єри творів Лесі Дичко, Євгена Станковича, Мирослава Скорика, Ігора Щербакова, Олександра Яковчука, Михайла Шуха, Ірини Алексійчук, Михайла Шведа, Ганни Рождественської, Євгенії Марчук та багатьох інших блискучих представників української композиторської школи. Іноземні композитори також радо довіряють хору «Хрещатик» прем’єрне виконання своїх творів, а саме: Марек Ясінський (Польща), Кшиштоф Пендерецький (Польща), Рауф Алієв (Азербайджан), Альвіе Міхаел Шронен (Німеччина), Єва Лопшиц (Аргентина). Лише з  2007 по 2022 рр., хор здійснив 725 концертних виступів,серед яких 302 сольних концертів, виконав 2555 творів, з них близько 400 світових прем'єр. у тому числі опера «Золотослов» Лесі Дичко(2009,2014р.) опера В.Губаренка «Вій» (2009р.),опера «Поет» Левка Колодуба(2019),кантата  «Ознака вічності» Ігора Щербакова, пісенна симфонія «За Чумацьким шляхом» Юрія Алжнєва, «Stabat Mater» Дж.Россіні(2014), «Chichester psalms» Л.Бернстайна(2017), «Momento mori ,momento vivere» кантата-реквієм присвячена голокосту Михаїла Шуха(2018), «Gloria» Дж. Пуччіні (2018р.) , опера Станіслава Монюшко -  «Halka» (2019) світову прем'єру опери Франко Альфано  - «Shakuntala» , Карла Дженкінса - «Stabat Mater» (2019 з симфонічним оркестром), (2023 - Національна прем'єра з Національним Президентським духовим оркестром України) та інш…
  Записано програми для 16 CD, зокрема:
«ІІ Літургія Іоана Златоустого» Лесі Дичко(2011), «Літургія Іоана Златоустого» - Олександра Яковчука(2007р), «Псалми Давидові» Василя Гайдука на слова Т.Г.Шевченка(2015), «Цикл хорів a cappella на сл. Т.Г. Шевченка» Валерія Антонюка(2008), Антоніо Вівальді – «Magnificat» та «Gloria»(2008), 4 диски з циклу «Річний Сонцеворот українського обрядового співу» - «Небо і Земля», «Діво-Весно», «Купалський Бог» та «Весільний Хліб»(2008-2009). «Українська народна пісня»(2007), «Антологія хорової творчості Леопольда Ященка»(2009-2010), «Viva la Musica» Альвін Міхаель Шронен(Німеччина 2013р.), «Todes Fugem» кантата-реквієм Анна Сегал (Ізраель 2016р.), «Намисто Красних Пісень» обробки українських народних пісень у сучасних та альтернативних версіях(2017р.)
Одним з важливих досягнень та  напрямків сучасного розвитку колективу, є створення  концертних програм та хорових вистав, що формуються на поєднанні та симбіозі різних мистецьких жанрів.
Хором “Хрещатик” створено понад 14 різноманітних авторських програм, серед яких:
«Річний сонцеворот українського обрядового співу», 2007-2008;
«Романс для коханої», 2009;
«Café-shantant du Khreschatyk», 2010;
«Ave Maria – Пречиста та Непорочна, 2011;
«Шлягери звідусіль» та «Шлягери звідусіль ІІ», 2013 та 2015;
«Намисто Красних Пісень», 2016; «Choir Smiles – Класика Жартома, 2017;
«Хіти Космічної Ери 1956-2016», 2018;
«Oh, Happy Day», 2018;
«Різдвяна пісня», 2018;
«Stars», 2019;
«Агні Парфене», 2021;
«Мелодії нашого натхнення», 2021.
«У Настрої - Все буде Україна» - 2022;
«Агні Парфене - Ave - Maria» - 2023;
«Магія любові» - 2023;
«In Love» - 2023;
«Незламним» - 2023;
«Куди приводять мрії» - 2023;
Хор має фондові записи на Національному радіо України, Бі-Бі-Сі (Лондон). Записи, виступи транслюються в програмах радіо та телебачення.
Академічний камерний хор «Хрещатик» є постійним учасником національних та міжнародних фестивалів, виступає на провідних сценах України та Європи, тісно співпрацює та концертує  з найкращими оркестрами і сольними виконавцями України та Світу, а також приймає постійну участь в урочистих та офіційних заходах державного і столичного рівня.
2023 року, Академічний камерний хор "Хрещатик" з тріумфом здійснив гастрольний тур Німеччиною, вершиною якого став сольний виступ у Кьольнській філармонії, за аншлагу та колосального успіху, в присутності 2000 глядачів.

### Участі в конкурсах і фестивалях
Премії
- Гран-Прі 7 Міжнародного хорового конкурсу в м. Слайго (Ірландія, 1994)
- Перша премія у фольклорній програмі на І конкурсі ім. Ф. Мендельсона-Бартольді (Даупфеталь, Німеччина, 1996).
- І премія у фольклорній програмі на І конкурсі ім. Ф. Мендельсона-Бартольді у м. Даупфеталь (Німеччина, 1996 р.);
- ІІ премія XXI Міжнародного конкурсу православної музики у м. Гайнівка (Польща, 2002 р.).
- І премія конкурсу «Vocal Floriliege de Tour» у м. Тур (Франція, 2008)
- Гран-Прі  I міжнародного конкурсу "Золоте Віче Сибіру" (м. Кемерово, Росія, 2010 р.)
- І премія XXVI Міжнародного конкурсу духовної музики у м. Білосток (Польща, 2017 р.).

участь в міжнародних фестивалях
- «Europatref» у м. Йорринг (Данія, 1996 р.);
- «Art Sacre» у м. Париж (Франція, 1996 р.);
- «Riga Dimd» у м. Рига (Латвія, 1997 р.);
- Spotkania muzyczne" у м. Вельськ (Польща, 1998 р.);
- ІІ Всеросійський конкурс ім.. А.Кошиця (Москва, 2000 р.);
- Дні культури України в Росії (Москва, 2001 р.);
- ІІІ Міжнародний хоровий фестиваль у м. Щецин (Польща, 2002 р.);
- Міжнародний фестиваль церковної хорової музики у м. Сантандер (Іспанія, 2003 р.);
- «Festival International de Musique Universitaire» (Франція, 2003 р.);
- Фестиваль духовної музики у м. Ченстохова (Польща, 2004 р.);
- XXV міжнародний хоровий фестиваль у м. Сантурці (Іспанія, 2004 р.);
- «Ukrainska Wiosna» м. Познань (Польща, 2008 р.);
- «Festivals en Confluence» у м. Берзенуа (Франція, 2008 р.);
- «V Miedzynarodowiy Festiwal Muzycznego Trzesacz» м. Щецин (Польща, 2009 р.);
- «Miedzynarodowiy Festiwal Muzyki Organowej Kameralnej w Kameniu Pomorskim» у м. Камень Поморські (Польща, 2009 р.).